# Denis Lunghi
Denis Lunghi (Biella, Piemont, 21 de gener de 1976) és un ciclista italià, ja retirat, que fou professional entre 1999 i 2004. En el seu palmarès destaca una victòria d'etapa al Giro d'Itàlia de 2002.

## Palmarès
- 1993
  - 1r al Trofeo Emilio Paganessi
- 1998
  - Vencedor d'una etapa del Giro de les Regions
  - Vencedor d'una etapa del Girobio
- 2000
  - 1r al Gran Premi de la indústria i el comerç artesanal de Carnago
- 2001
  - 1r al Giro del Friül
- 2002
  - Vencedor d'una etapa al Giro d'Itàlia
- 2003
  - 1r al Giro dels Abruços
  - Vencedor d'una etapa al Tour del llac Qinghai

### Resultats a la Volta a Espanya
- 2003. 50è de la classificació general

### Resultats al Giro d'Itàlia
- 2001. 61è de la classificació general
- 2002. 30è de la classificació general. Vencedor d'una etapa
- 2003. 38è de la classificació general